# Penny dreadful

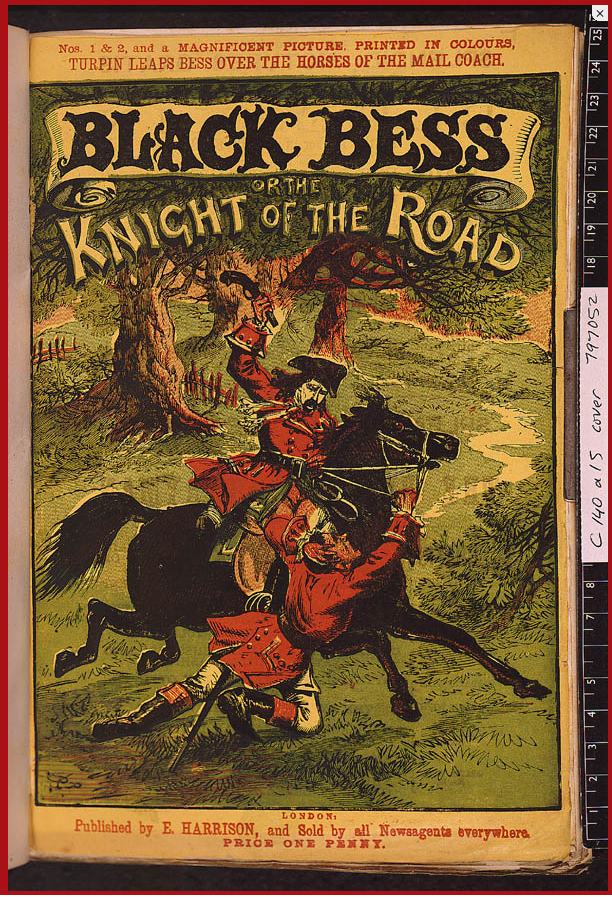
Black Bess, or, the Knight of the Road. Penny dreadful del 1865 con protagonista Dick Turpin.

I penny dreadful, in lingua inglese noti anche con i termini penny horrible, penny awful, penny number e penny blood, costituivano un tipo di pubblicazione periodica diffusasi nel Regno Unito nel corso del XIX secolo. Versioni britanniche dei dime novel statunitensi, tali pubblicazioni, in genere fascicoli settimanali, vengono associate, da alcuni autori, ai feuilleton francesi e ai romanzi d'appendice Italiani, quali precursori del genere pulp.
Caratterizzate dal basso costo, un penny, proponevano narrazioni a puntate rivolte per lo più al proletariato e alla borghesia impiegatizia, contribuendo a far sì che il romanzo gotico divenisse popolare. Le storie narrate, vividi racconti horror, erano quindi brevi, poiché destinate ad essere lette nel non molto tempo libero dei lavoratori. Il nome penny dreadful, in italiano traducibile come «spaventi da un penny», rifletteva, oltre al costo delle opere, anche la loro scarsa qualità. Erano infatti contraddistinte da toni eccessivamente enfatici, banali e sgrammaticati. I racconti erano accompagnati da illustrazioni grossolane che accentuavano il tentativo degli autori di dare sensazionalità alle opere; a testimonianza di ciò è un esempio di come un editore dava istruzioni ad un illustratore per la raffigurazione di uno dei personaggi: «Gli occhi devono esser più grandi, e ci dev'essere più sangue, molto più sangue!».
Nonostante il basso valore culturale attribuitogli, il genere penny dreadful ebbe comunque un'influenza sugli autori letterari degli anni seguenti; J. M. Barrie e Robert Louis Stevenson ebbero ad esempio occasione di indicare i penny dreadful tra le opere che influenzarono le proprie storie. Inoltre, personaggi protagonisti di penny dreadful, sarebbero poi stati ripresi sia da autori letterari che cinematografici; tra i più celebri Sweeney Todd, il quale compare per la prima volta nel penny dreadful The String of Pearls: A Romance, composto da 18 parti pubblicate settimanalmente tra il 1846 e il 1847. Molti dei luoghi comuni e stereotipi presenti nella letteratura sui vampiri si devono a Varney il vampiro, o Il banchetto di sangue (Varney the Vampire, or, the Feast of Blood).